# Kreuz Bochum/Witten
Het Kreuz Bochum/Witten is een knooppunt in de Duitse deelstaat Noordrijn-Westfalen. Op dit klaverbladknooppunt tussen de steden Bochum en Witten kruist de A43 (Münster-Wuppertal) de A448 (Bochum- Dortmund).

## Richtingen knooppunt
| Aansluitende wegen       | Aansluitende wegen         | Aansluitende wegen                             | Aansluitende wegen | Aansluitende wegen |
| ------------------------ | -------------------------- | ---------------------------------------------- | ------------------ | ------------------ |
|                          |                            | richting Kreuz Bochum Recklinghausen / Münster |                    |                    |
|                          |                            |                                                |                    |                    |
| richting Bochum en Essen | richting Witten / Dortmund |                                                |                    |                    |
|                          |                            |                                                |                    |                    |
|                          |                            | richting Witten-Heven Düsseldorf / Wuppertal   |                    |                    |